# Giuseppe Ferrandino (politico)
Giuseppe Ferrandino, detto Giosi (Ischia, 21 marzo 1963), è un politico italiano europarlamentare nella IX legislatura.

## Biografia
Giuseppe Ferrandino nasce a Ischia il 21 marzo 1963, da Eleonora Delfine e Giovan Giuseppe Ferrandino. Laureato in ingegneria all'Università degli Studi di Napoli Federico II, è padre di tre figli.

### Attività politica

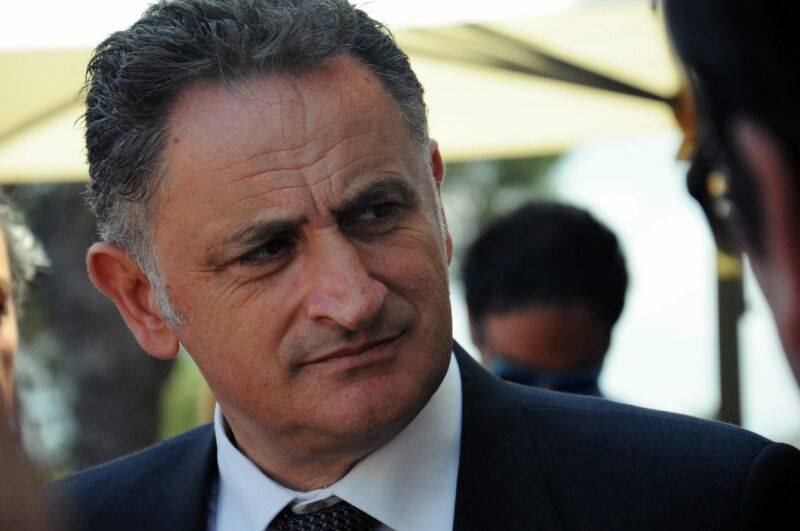
Giosi Ferrandino

Inizia la sua carriera politica nel 1993, come consigliere comunale di Casamicciola Terme nelle liste della Democrazia Cristiana. Nel 2001 viene nominato assessore ai Lavori Pubblici del comune di Casamicciola Terme.
Nel 2002 si candida a sindaco di Casamicciola con la lista civica "Rinascita per Casamicciola" e viene eletto con il 45,45% dei voti, diventando sindaco a 39 anni.
Ad aprile del 2007, si dimette e presenta la propria candidatura a sindaco di Ischia alla guida della coalizione di centro-sinistra. Nonostante la concorrenza di altre tre coalizioni, Ferrandino vince al primo turno con il 55,25% delle preferenze.
Nel giugno del 2009 si candida alle elezioni provinciali a Napoli, dove viene eletto nelle liste del Partito Democratico, sedendo al consiglio provinciale all’opposizione della maggioranza guidata da Luigi Cesaro.
Intanto, riesce a completare il mandato da sindaco di Ischia, interrompendo l'instabilità amministrativa del principale comune isolano che aveva contraddistinto i 20 anni precedenti, e nel 2012 viene riconfermato alla guida del comune principale dell'isola con il 70,6% delle preferenze; completerà il secondo mandato a giugno 2017.
Nel 2012 viene eletto membro dell’assemblea nazionale del Partito Democratico.
Nel 2014 si candida alle elezioni europee con il Partito Democratico nella circoscrizione Italia meridionale. Raccoglierà circa 83.000 preferenze, settimo nella lista del Partito Democratico e primo dei non eletti.
Nel 2015 viene nominato presidente dell'ANCI Campania, succedendo a Francesco Paolo Iannuzzi.

#### Parlamento Europeo

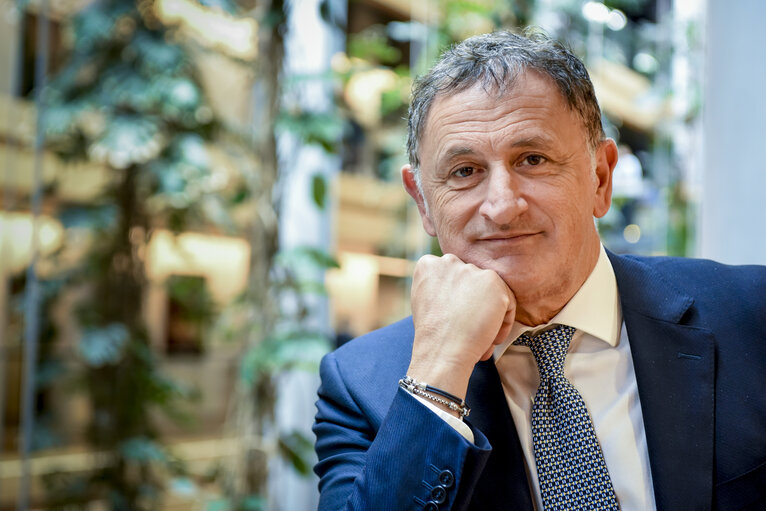
Giosi Ferrandino nel 2019

Il 17 aprile 2018 si insedia al Parlamento europeo, subentrando a Gianni Pittella che è stato eletto al Senato nelle elezioni politiche del 2018. È membro della commissione per i problemi economici e monetari. Oltre ai suoi incarichi di commissione, è membro della delegazione del Parlamento all'Assemblea parlamentare euro-latinoamericana (EuroLat).
Alle elezioni europee del 26 maggio 2019 viene ricandidato ed eletto Europarlamentare nelle liste del Partito Democratico, ottenendo 83.262 preferenze, risultando secondo tra gli eletti nella circoscrizione Italia meridionale.
Il 9 novembre 2022 annuncia la sua adesione a Renew Europe, gruppo centrista dei liberali europeisti, e al Terzo Polo di Carlo Calenda e Matteo Renzi, abbandonando l'Alleanza Progressista dei Socialisti e dei Democratici e il Partito Democratico. Successivamente, Il 24 novembre 2022, il Partito Democratico Europeo annuncia la sua adesione al partito.
Il 14 aprile 2023, Ferrandino aderisce ufficialmente ad Azione; nel maggio del 2024, in occasione delle elezioni europee, viene candidato dal partito nella circoscrizione meridionale. Con circa 22.000 preferenze raccolte si piazza secondo ma la lista non supera la soglia di sbarramento.

## Procedimenti giudiziari
Nel 2015 è stato arrestato sotto l'accusa di corruzione dopo un'inchiesta coordinata dal pm Woodcock, con al centro la Cpl Concordia. L’accusa contestata al momento dell’arresto è di associazione per delinquere, abuso d’ufficio, corruzione e corruzione internazionale.
Secondo i pm aveva asservito la sua funzione ai voleri del presidente della cooperativa emiliana, Roberto Casari, in cambio di vantaggi economici. Successivamente è stato assolto.